# Orthochirus farzanpayi
Espèce
Synonymes
- Simonoides farzanpayi Vachon & Farzanpay, 1987
- Paraorthochirus goyffoni Lourenco & Vachon, 1995
- Orthochirus goyffoni (Lourenco & Vachon, 1995)
- Orthochirus sobotniki Kovařík, 2004

Orthochirus farzanpayi est une espèce de scorpions de la famille des Buthidae.

## Distribution
Cette espèce est endémique du Iran.Elle se rencontre dans les provinces d'Hormozgan, de Fars, de Khouzistan, de Bouchehr et de Kerman.

## Systématique et taxinomie
Cette espèce a été décrite sous le protonyme Simonoides farzanpayi par Vachon et Farzanpay en 1987. Elle est placée dans le genre Orthochirus par Kovařík et Fet en 2006 qui dans le même temps placent Orthochirus sobotniki en synonymie.
Paraorthochirus goyffoni a été placée en synonymie par Navidpour, Soleglad, Fet et Kovařík en 2013.

## Étymologie
Cette espèce est nommée en l'honneur de Reza Farzanpay

## Publication originale
- Farzanpay, 1987 : « Knowing scorpions. » Teheran Central University Publications, no 312, Biology 4, p. 1-231 (fa).